# 159e méridien ouest
En géographie, le 159e méridien ouest est le méridien joignant les points de la surface de la Terre dont la longitude est égale à 159° ouest.

## Géographie

### Dimensions
Comme tous les autres méridiens, la longueur du 159e méridien correspond à une demi-circonférence terrestre, soit 20 003,932 km. Au niveau de l'équateur, il est distant du méridien de Greenwich de 17 700 km,.
Avec le 21e méridien est, il forme un grand cercle passant par les pôles géographiques terrestres.

### Régions traversées
En commençant par le pôle Nord et descendant vers le sud au pôle Sud, Le 159e méridien ouest passe par:
| Coordonnées           | Pays, territoire ou mer | Notes |
| --------------------- | ----------------------- | --- |
| 90° 00′ N, 159° 00′ O | Océan Arctique          | |
| 71° 31′ N, 159° 00′ O | Mer des Tchouktches     | |
| 70° 53′ N, 159° 00′ O | États-Unis              | Alaska — Point Franklin |
| 70° 52′ N, 159° 00′ O | Mer des Tchouktches     | Baie Peard (en) |
| 70° 48′ N, 159° 00′ O | États-Unis              | Alaska |
| 58° 25′ N, 159° 00′ O | Mer de Bering           | Baie de Bristol |
| 56° 50′ N, 159° 00′ O | États-Unis              | Alaska — Péninsule d'Alaska |
| 55° 53′ N, 159° 00′ O | Océan Pacifique         | Passe juste à l'est de l'Île Chiachi, Alaska, États-Unis (à 55° 50′ N, 159° 05′ O) Passe juste à l'ouest de l'Île Mitrofania, Alaska, États-Unis (à 55° 49′ N, 158° 53′ O) Passe juste à l'est de l'Île Simeonof, Alaska, États-Unis (à 54° 55′ N, 159° 11′ O) Passe juste à l'est de l'île Kauai, Hawaï, États-Unis (à 22° 08′ N, 159° 18′ O) Passe juste à l'ouest de l'atoll Manuae, Îles Cook (à 19° 15′ S, 158° 57′ O) |
| 60° 00′ S, 159° 00′ O | Océan Austral           | |
| 77° 54′ S, 159° 00′ O | Antarctique             | Dépendance de Ross, Liste des territoires revendiqués par la Nouvelle-Zélande |